# Jakob Feer
Jakob Feer (* um 1472 in Luzern; † 20. August 1541) stammte aus der Patrizier-Familie Feer. Er war Grossrat, Kleinrat, Landvogt, Schultheiss und Tagsatzungsgesandter.

## Leben
Jakob I Feer war der Sohn des Leopold (Lüpold) VI Feer (1445–1502) und der Elisabeth, geb. Kramer. Sein Grossvater (und Vater von Leopold VI) war der Luzerner Schultheiss Hans Feer. Jakob I war verheiratet mit Maria Dorothea von Meran (1477–1549), einer Tochter des Niklaus von Meran. Jakob und Dorothea Feer hatten 11 Kinder, darunter den späteren Twingherrn und Kirchenvogt Jakob II.
Der Enkel von Jakob I (und Sohn von Jakob II), Leopold IX Feer, liess 1570/71 das Schloss Buttisholz errichten. Ab diesem Zeitpunkt trug die Familie den Namenszusatz Feer von Buttisholz.
Er war ein Gegner der Reformation und führender französischer Parteigänger. Am 20. August 1541 starb er an der Pest.

## Leistungen
Ab 1502 gehörte er dem Grossen Rat an, ab 1504 dem Kleinen Rat. Von 1505 bis 1507 war er Landvogt zu Büron und Triengen, 1509–1511 im Michelsamt, 1513–1515 im Valle Maggia, 1514–16 sowie 1521–1523 zu Rothenburg, 1519–1521 zu Mendrisio, 1523–1525 zu Ruswil, 1525–1527 sowie 1529–1531 zu Willisau und 1531–1533 zu Lugano.
In den Jahren 1533, 1537 und 1539 wurde er zum Schultheissen von Luzern gewählt. 1526 erwarb er vom Konstanzer Domkapitel die Kollatur Buttisholz. Ab 1527 amtete er als Twingherr (Richter bei kleineren Vergehen in seinem Gerichtsbezirk) in Grossdietwil und Grosswangen.
Ab 1521 war er wiederholt Tagsatzungsgesandter von Luzern.